# 藤田可菜
藤田 可菜（ふじた かな、1989年2月19日 - ）は、日本のモデル・タレントである。
福岡県飯塚市生まれで、福岡のモデル・タレント事務所キュールエンターテインメントと東京のプロダクション ボールド に所属し、おもに地元の福岡県を中心に活動している。

## 来歴
- 2004年3月：地元の中学校を卒業。同年4月、近畿大学附属福岡高等学校に陸上部（短距離）特待生として入学。リレーで九州大会3位入賞などする[5]。
- 2007年3月：福岡高等学校を卒業。同年4月に九州産業大学工学部建築学科に推薦入学。在学中に、全世界の学生を対象に公募された「2008 Birdhouse Competition for Students in Shanghai」（学生たちがつくるバードハウスコンペ・上海）で世界で銀賞入賞[6]。また、大学1年生の頃に、街で『JILLE』（双葉社）などの青文字系雑誌編集部から声をかけられたことを機に読者モデルを始める[5]。
- 2011年3月：建築物を観る目的でヨーロッパのオランダ・ベルギー・フランス・イギリス・デンマーク・イタリア・ドイツ・スペイン8か国[5]を巡る。
- 2011年9月：日本に帰国後、『JILLE』などの雑誌の読者モデルを再開[5]。
- 2011年10月：SNAPのカメラマンにスカウトされてキュールエンターテインメントに所属し、おもに九州ローカルの番組内で企画やスチールを担当する[5]。
- 2012年8月：TVQ九州放送の深夜バラエティ番組『ヴィーナスTV』に 虹色ヴィーナス 3期生としてレギュラー出演[5]。同番組内で、罰ゲームとしてモザイクで自粛されるほどの強烈な鼻フックに挑んだり、肌色の全身タイツにふんどしと落ち武者のカツラのみで、新大阪駅構内で漫才をするなど、体当たりで芸人と絡む姿から、「かわいいくせに、九州一、体を張ってるモデル」と命名される。
- 2013年1月：九州朝日放送の番組『ドォーモ』にて、同番組のコーナー「リトマスの穴」の「鎖骨ジュース」企画（鎖骨にジュースを溜めて、それをリポーターがストローで飲む）に出演。画像や動画がネット上で一気に話題になり、一週間後、台湾のケーブルテレビで紹介。この影響で、本人の公式Facebookページには半日で3000～4000件の申請が届いた（Facebookページに寄せられているいいね！6000超のうち1500が台湾のファン）。後日、中国の動画配信サイトYoukuにても注目され、同サイト内のニュースに取り上げられた結果、約2週間で90万回近く再生された。また、同企画内にてなんだかいやらしく聞こえる言葉を発するという企画も反響を呼び、「博多の壇蜜」と命名される[7][8]。
- 2013年3月：九州・福岡での活躍が認められ、ファッションショー「FACo福岡アジアコレクション2013 S/S」に「ストーンマーケットガールズ2013」としてランウェイに登場[5]。
- 2013年6月：オートポリスで開かれたロードレース大会「SUPER 2 AND 4 RACE」および同年9月の「全日本ロードレース選手権」にて、出場チーム「グリーンクラブ能塚」のレースクイーンとして登場[9][10][11]。
- 2013年10月：テレビ西日本の番組『GeeBee』にレギュラー出演。翌11月には、TVQ九州放送の番組『土曜の夜は!おとななテレビ』へのレギュラー出演を果たす[5]。
- 2013年12月：五ヶ瀬ハイランドスキー場のテレビCMに出演。同CMで「南ちゃん」の役を演じ、2014年1月末にはYouTube上での再生回数が30万回以上に達する。また、日本テレビの情報バラエティ番組『スッキリ!!』にて取り上げられ、注目を集める[5]。
- 2014年8月：東京での活動を開始するため、ボールドに所属[5]。
- 2015年10月：自身の故郷・飯塚市で開かれた「筑前の國いいづか街道まつり」の仮装行列にお姫様役として登場[1]。
- 2016年7月：飯塚市のふるさと応援大使に就任[12][13]。
- 2016年8月：第3回福岡マラソンの公式大会サポーターに就任[14][15]。翌2017年に行われた第4回同マラソンにおいても引き続きサポーターとして就任[16]。
- 2018年9月：自身のブログにて結婚および活動拠点を関東に移すことを発表[17][18][19]。
- 2019年9月3日 : 第一子となる長女を出産した。

## 人物
- 祖父が大工だったため、幼少時の遊び場がカンナで削った木屑がいっぱいの工場だった影響もあり、物心ついた時から女大工を夢見ていた[5]。
- 父親からの影響で、幼少時からゴルフに慣れ親しんでいる。特に幼少時は父親と共に打ちっぱなしに出かけ、成人後も実家に帰っては父親とゴルフデートに行くことが多いという。
- 陸上部在籍時、100m走で最高12秒7の記録を出している。なお、在籍時はスポーツ刈りをしていた[20]。
- 趣味は、建築・世界遺産巡り、ゴルフ、ランニング、一眼レフカメラ、DIY。
- 特技は、Photoshop、CAD、ブリッジで歩行すること[5]。
- ヨツユビハリネズミの「タフィー」を飼っている[21]。
- 好きな雑誌は、『ゴシック建築』『世界の教会』（PPS通信社）[5]。
- 好きな漫画は『タッチ』で、その影響からか中学生の頃は高校球児と付き合う夢を持っていた。また高校生の頃は陸上部に在籍するつもりはなく、「野球部でマネージャーになって南ちゃん（『タッチ』に登場するヒロインの浅倉南）みたいになりたかった」とインタビューで語っている[20]。
- 好きなテレビ番組は、『世界ふれあい街歩き』（NHK）、『世界行ってみたらホントはこんなトコだった!?』（フジテレビ）、『謎とき冒険バラエティー 世界の果てまでイッテQ!』（日本テレビ）[5]。
- 好きな言葉は、「ステップバイステップ」[20]。
- 憧れている人物は、イモトアヤコ。藤田は番組内で体を張るイモトの姿に感銘を受けており、「イモトさんの妹分を目指している」と自身のブログにも綴っている[22]。また、インタビューでも「（イモトの）あのなんでもやっちゃう心意気がすごく好き」と彼女を褒めている[8]。

## 出演

### テレビ
- TVQ九州放送「土曜の夜は!おとななテレビ」2013年11月～レギュラー
- テレビ西日本「GeeBee」2013年10月～2016年3月レギュラー
- TVQ九州放送「ヴィーナスTV」（2012年8月～2013年6月）
- 九州朝日放送「ドォーモ」
- 福岡放送「ナンデモ特命係 発見らくちゃく！」
- 読売テレビ「秘密のケンミンSHOW」
  - 連続転勤ドラマ（2012年10月OA）
  - 福岡美人（2013年5月OA）
- NHK総合「はっけんTV」※NHK福岡放送局制作（2014年1月OA）
- 日本テレビ「スッキリ!!」(2014年1月OA)
- 日本テレビ「24時間テレビ 「愛は地球を救う」」朝まで生しゃべくり007（2014年8月OA）
- 読売テレビ「ZIP!」「朝生ワイド す・またん!」(2014年3月OA)
- BS-TBS「ご馳走の国〜長崎・大島　食と歴史と思い出と〜」(2014年3月OA)
- HTB・メ〜テレ・KBC3局合同制作「現代％（パーセン）基礎チシキ」再現VTR(2014年3月OA)
- テレビ東京「孤独のグルメ」 Season4 特別編  (2014年8月9日） - OL3 役
- テレビ東京「ヒットの秘密」(2014年9月OA)
- NHK総合「国民総参加クイズSHOW! QB47」 (2014年9月27日OA)
- TBSテレビ「ツボ娘」（2014年11月12日OA）
- フジテレビ「オモクリ監督」森ハヤシ監督「仕事」VTR出演（2014年11月23日OA）
- RKB毎日放送 特別番組「FACo福岡アジアコレクション2015 SPRING/SUMMER」リポーター(2015年4月)[23]
- 読売テレビ「ガリゲル」(2015年5月OA)
- 鎧美女(#2　初回放送2015年5月、フジテレビONE)
- テレビ東京「おねだりの達人 (自称)」(2015年10月～2016年1月レギュラー)
- 宮崎放送「あるあるセブン」（2016年1月18日OA）[24]
- RKB毎日放送 特別番組「FACo福岡アジアコレクション2016 SPRING/SUMMER」リポーター (2016年4月)
- BS11 特別番組「北の大地 さくら物語 ～春への想いを紡ぐ 塩狩峠・旭山・厚田の桜守～」(2016年5月)
- TVQ九州放送「おっほ～ゴッホみたいに言うな!!～」(2016年6月OA)[25]
- BS日テレ 「旅してHappy」台湾・台北、新北(2017年1月5日〜2月2日)
- BS日テレ 「旅してHappy」台湾・台中、南投、彰化、嘉義、雲林(2017年6月8日〜6月29日)
- J:COMチャンネル 「山旅日記」(2017年5月〜)[26]
- BS12 「ゴルフの楽しさ再発見！モアサプライズ」(2017年3月〜)
- テレビ西日本 「ももち浜ストア 夕方版」
- BS11 「フランス人がときめいた日本の美術館」 - 旅人（6人による週替わり）(2018年9月〜2019年)

### CM
- クラブホークス「ベンチイン」篇
- 株式会社イクティス「ヴィーナスギャラリー・スロパラ　虹色ヴィーナス」篇
- 大分朝日放送20周年CM　JIMOTTOランキング「異性に言われたい大分弁」篇・「大分のキス・スポット」篇
- 雲海酒造 さつま木挽（2013年）
- 博多大丸「夏のワコールバザール」（2013年）
- 九州旅客鉄道（JR九州） 熊本キャンペーン「どっちゃん行く？熊本」篇（2013年～2014年）
- UR賃貸住宅 九州エリアCM「プロポーズ」篇（2013年～2015年）
- 五ヶ瀬ハイランドスキー場「恋する！南のTVCM！」/「もっと恋する！南のスキー場！」「本気で恋する！南のスキー場！」「目指せ4万人！」「今シーズンは、南も営業っ！」（2014年～2019年）[27][28]
- 高山質店 「元カレ」篇 /「カメラやゴルフ道具」篇 /「金・プラチナ」編（2014年～2015年）
- AFFアジアファッションフェア TVCM（2014年～2015年）
- Sony Music 洋楽コンピレーションアルバム『ワンダーランド・クリスマス／Wonderland Christmas』（2014年）[29]
- Honda Cars 九州・沖縄エリアCM(2015年～)
- Honda Cars 福岡県内CM（2018年～ ）
- AGF提供番組「ほっとするわ」(関西テレビ放送) TVCM（2015年）[30]
- アプリボット「ジョーカー～ギャングロード～」（2016年）
- 株式会社 ネスト ネストピアTVCM

### WEB
- 武雄温泉 旅館『御宿 竹林亭』
- 資生堂TSUBAKI「洗い髪の乙女 九州の女性は、もっときれいになれる。」
- トルナーレデンタルクリニックPV　2014年11月～(1年間)
- BEAUTRIUM福岡 × 藤田可菜 PV
- コマプリ × 藤田可菜 Web CM
- 高山質店「TVCM出演者最終オーディション」WEB CM
- Yahoo!検索 絶体絶命キャンペーン
- スポーツナビDo「美女Do画」(2014年10月20日)、「藤田可菜のSPORTS for LIFE」(2014年10月23日)[31]
- ランニング情報サイト「effect」ティーザービジュアル[32]

### ミュージックビデオ
- FLEA MARKET「さよならミライ」
- 243「青い珊瑚礁」[33][34]

### インフォマーシャル
- フェブリナ「ジェルパック」2012年9月〜（1年間）

### 雑誌
- 主婦の友社「Ray」「mina」
- 双葉社「JILLE」
- 日之出出版「SEDA」
- 学研パブリッシング「古着Mixガールズ」
- ミツバチワークス「DECOLOG PAPER」
- シティ情報おおいた臨時増刊号 夏号 2012
- ふくおかまち歩きブック「DISCOVER」
- ファッションウィーク福岡
- 福岡ウォーカー
- MELON
- AFRO FUKUOKA [OFFLINE] vol.11 (表紙写真)[35]
- ファッションマガジン「LIRY」
- 集英社「週刊プレイボーイ」No.10 (2015年2月23日発売、グラビア)、No.15 (2016年3月28日発売)[36]
- 講談社「週刊ヤングマガジン」第33号 (2015年7月13日発売、巻末グラビア)[37]

### 電子書籍
- 集英社 デジタル週プレ写真集 藤田可菜「かわいいくせに、九州一“体を張っている”タレント」（2015年）

### アプリ
- 藤田可菜(ふじかな)アプリ (2014年7月に公開)[38][39]

### 広告
- -by RYOJI　OBATA
- hippiness [40]
- サンリブシティ小倉専門店街
- ベルクラシック小倉
- インプレス
- HOTEL GREGES
- ブライダル情報誌メロン (melon)
- 着る毛布 グルーニー (イメージモデル)[41]
- 株式会社ネスト (イメージモデル)

### イベント・その他
- SUPER 2 AND 4 RACE - 「グリーンクラブ能塚」レースクイーン (2013年6月)
- 全日本ロードレース選手権 - 「グリーンクラブ能塚」レースクイーン (2013年9月)
- FACo福岡アジアコレクション2013　S/S - 「ストーンマーケットガールズ2013」モデル
- のおがた夏まつり2015 (2015年7月、MCとして参加)[42]
- 飯塚市地方卸売市場開場45周年記念『市場まつり』(2015年9月、MCとして参加)[43]
- 筑前の國いいづか街道まつり (2015年～2016年、時代仮装行列に参加)[1][44][45]
- ゼンリンデータコム主催「STOP!歩きスマホ」啓発イベント (2016年7月)[46]
- 福岡マラソン2016 - 公式大会サポーター(2016年8月)